# Aulnay (Aube)
Aulnay település Franciaországban, Aube megyében. Lakosainak száma 110 fő (2022. január 1.). Aulnay Braux, Brillecourt, Chalette-sur-Voire, Donnement, Jasseines és Magnicourt községekkel határos.

## Népesség
A település népessége az elmúlt években az alábbi módon változott:
| Lakosok száma | 117  | 105  | 106  | 115  | 141  | 133  | 129  | 130  | 123  | 110  |
|               | 1968 | 1982 | 1990 | 2006 | 2013 | 2015 | 2017 | 2019 | 2020 | 2022 |